# Löwenapotheke (Steyr)

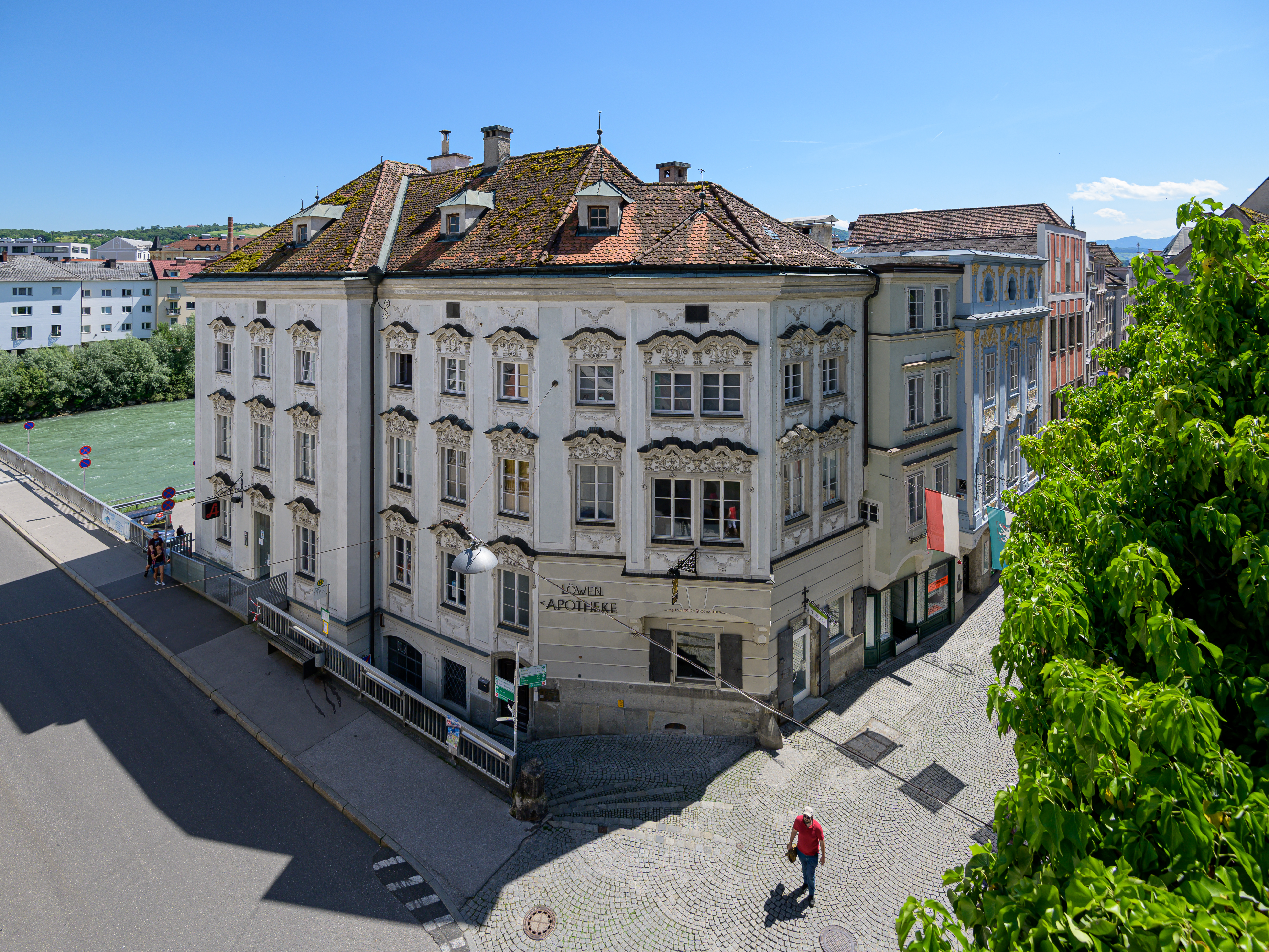
Ansicht von Schloss Lamberg aus

Die Löwenapotheke in Steyr (Enge Gasse 1) ist ein aus dem 14. Jahrhundert stammendes Gebäude mit barocker Fassade.

## Geschichte und Architektur
Da das Gebäude eine Häuserzeile abschließt, sind drei Fassaden mit Fensterverdachungen und Stuckdekorationen sichtbar: zur Engen Gasse hin, nach Zwischenbrücken und zum Ennskai. Auf der Nordseite nach Zwischenbrücken besitzt das Gebäude einen Erker. Die barocke Stuckdekoration stammt aus dem 18. Jahrhundert, nachdem das Gebäude 1727 teilweise niederbrannte. Nochmals brannte das Haus 1824. Das schmiedeeiserne Steckschild zeigt einen vergoldeten aufsteigenden Löwen. Besondere Bedeutung erlangte das Haus durch den hier am 25. Dezember 1800 unterzeichneten Waffenstillstand zwischen Österreich und Frankreich, der am 9. Februar 1801 zum Frieden von Lunéville führte. Daran erinnert eine Gedenkinschrift in der Lünette unter dem Erker. Das Datum „7. Februar“ darauf ist falsch.

### Eigentümer
Die ersten überlieferten Eigentümer sind die Bäcker Gabriel Vischer und Siegmund Freillinger, nach 1591 gehörte das Haus den Handelsfamilien Spizl und Metzger. Auch im 17. und dem größten Teil des 18. Jahrhunderts verblieb das Haus im Eigentum von Handelsleuten. Erst 1784 eröffnete der Garstner Johann Baptist Göppl eine Apotheke. Bis 1915 blieb das Haus in Familienbesitz. Seit 1919 steht es im Eigentum der Familie Schaden.

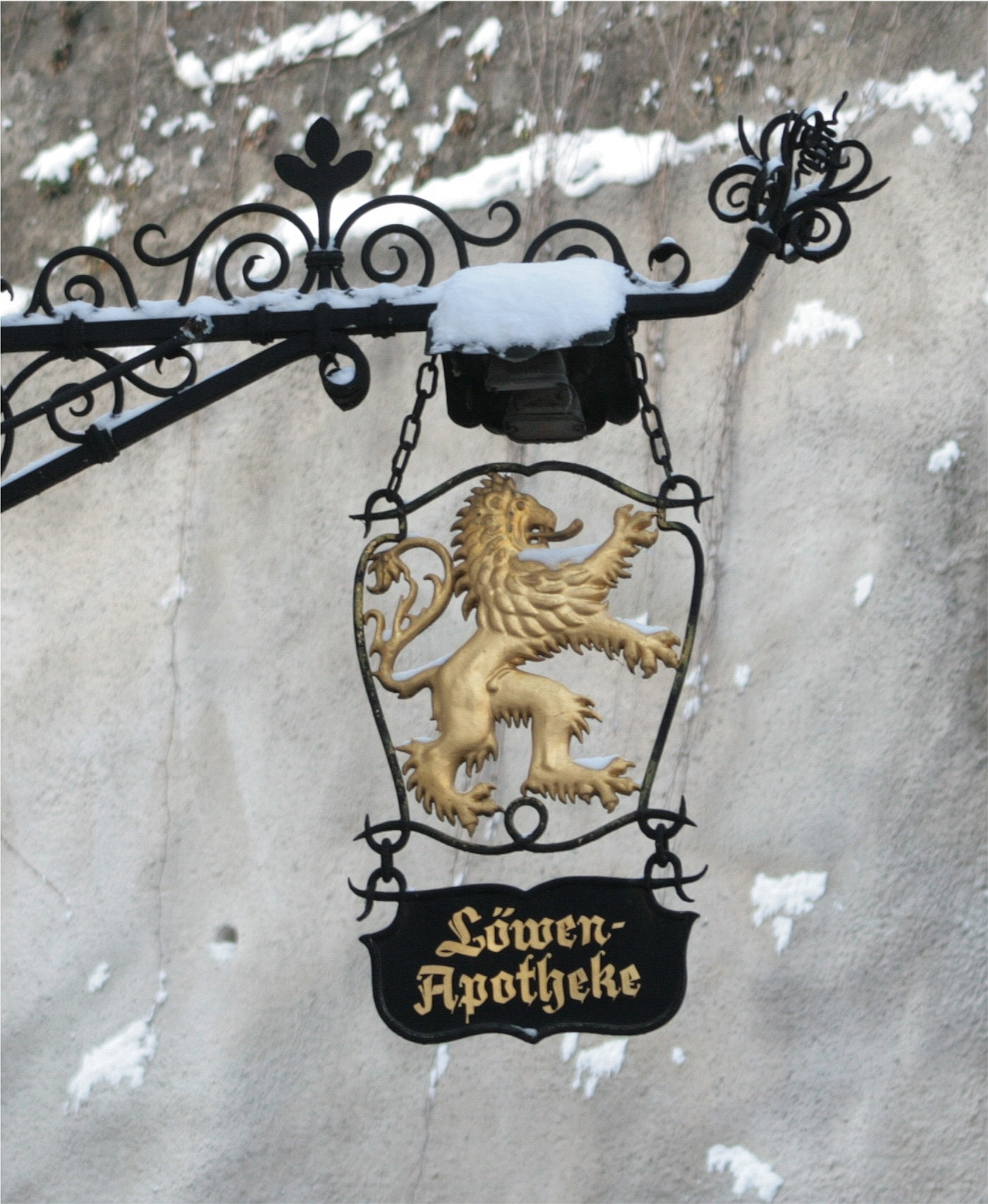
Der goldene Löwe
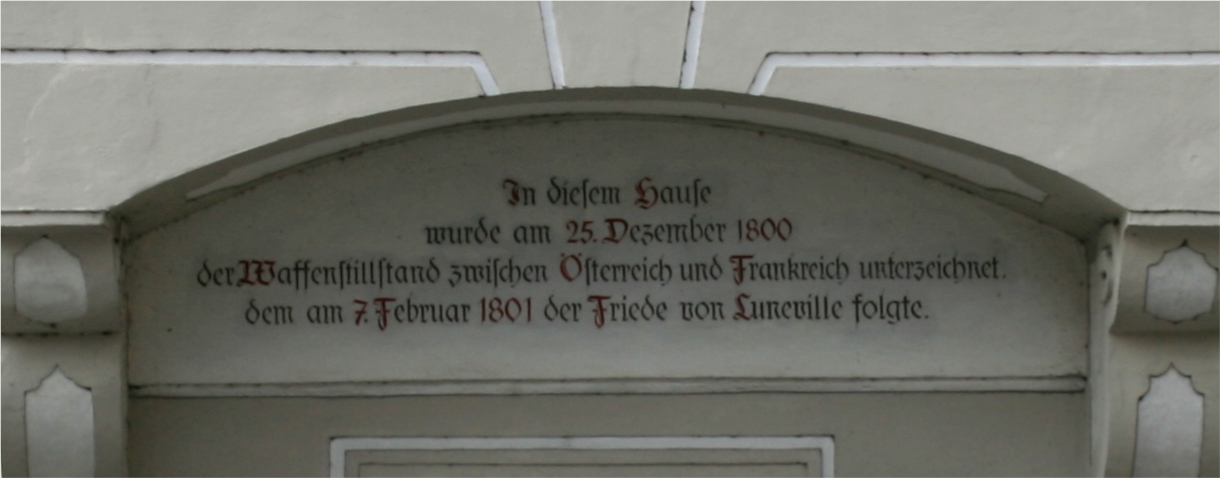
Die Gedenkinschrift
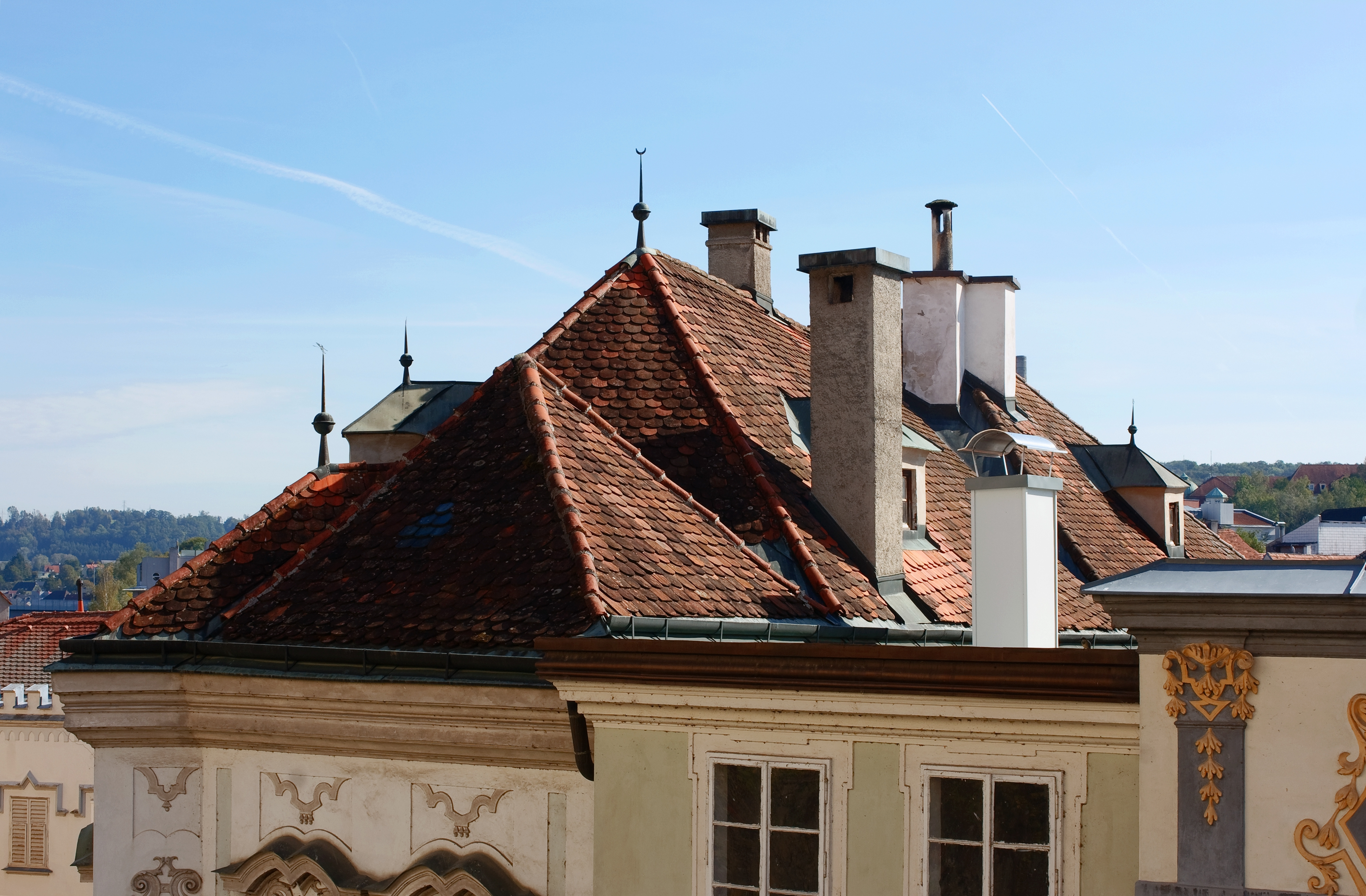
Das Dach nach Süden und Westen